# Отіс Девіс
Отіс Крендалл Девіс (англ. Otis Crandall Davis; 12 липня 1932 — 14 вересня 2024) — американський легкоатлет, який спеціалізувався в бігу на короткі дистанції.

## Життєпис
Отіс Девіс провів чотири роки у військово-повітряних силах США під час Корейської війни, перш ніж вступити до Університету Орегону як баскетболіст, вийшовши на доріжку в 1958 році у віці 26 років. Наступного року він пробіг за 46,5 і фінішував третім у AAU, а в 1960 році виграв AAU, перш ніж завоювати олімпійський титул зі світовим рекордом 44,9 (45,07). 
Дворазовий олімпійський чемпіон-1960 з бігу на 400 метрів та в естафеті 4×400 метрів.
Екс-рекордсмен світу з бігу на 400 метрів та в естафеті 4×400 метрів.
Першим в історії «вибіг» з 45 секунд на 400-метрівці (44,9).
По завершенні спортивної кар'єри у 1961 багато років працював спортивним функціонером.
Пішов з життя, маючи 92 роки.

## Основні міжнародні виступи
| Рік  | Змагання         | Місто   | Місце | Дисципліна |
| ---- | ---------------- | ------- | ----- | ---------- |
| 1960 | Олімпійські ігри | Рим     | 1     | 400 м      |
| 1960 | 1                | 4×400 м |       |            |